# Polycarena tenella
Polycarena tenella är en flenörtsväxtart som beskrevs av William Philip Hiern. Polycarena tenella ingår i släktet Polycarena och familjen flenörtsväxter. Inga underarter finns listade i Catalogue of Life.